# II. Paszkál pápa
II. Paszkál (Bleda, 1050 körül – Róma, 1118. január 21.) néven lépett a katolikus egyház élére a történelem 160. pápája. Eredetileg Raniero di Bleda néven született. 1099-ben szentelték fel, és közel tizenkilenc éven át irányította a Szentszék politikáját. Hosszú pontifikátusa során nagy népszerűségre tett szert egész Európában. A keresztes háborúk tüzének fenntartásáért és főként az invesztitúra gyakorlásának egyháziasításáért a krónikák az első utazó egyházfőként emlegették. A középkori keresztény világ több országába is személyesen látogatott el, ezzel széles körben elvetve a reformok magvait.

## Élete és pályája kezdetén
Hozzávetőleg 1050 körül látta meg a napvilágot a kicsiny Bleda (Forlì) városában, Ravennától nem messze. Szülei, szegénységük ellenére fontosnak tartották a vallásos neveltetést, ezért már gyermek korában egy közeli bencés kolostorba adták. Raniero gyorsan fejlődött, és hamar megtanulta az egyház alapvető szabályait. Leginkább tiszta természetével, szeretetreméltó lényével tűnt ki társai közül. Hamarosan Cluny városába került, ahol a reformok szellemében nevelkedett tovább.

Húszévesen már a kolostor gazdasági ügyeinek egyik fő intézője volt. Ebben a minőségében indult el először Rómába, ahol olyan nagy hatást tett VII. Gergelyre, hogy az egyházfő rábeszélésére végül a pápai udvarban maradt. 1080 körül Gergely a San Clemente-bazilika címzetes bíborosává szentelte fel. II. Orbán pápa idejében Spanyolország pápai követe volt. Amikor Orbán alig egy héttel Jeruzsálem keresztes kézre kerülése után meghalt, a konklávé a San Clemente-bazilikában gyűlt össze. A klérus egyöntetűen Ranierot választotta meg az egyház következő vezetőjének. A megtiszteltetést először nem akarta elfogadni Raniero, és nem minden alap nélkül arra hivatkozott, hogy szerzetesi évei alatt nem készült fel a világi papság gondjainak irányítására. Mégis legközelebbi barátai rábeszélték a trónra, és így 1099. augusztus 13-án a Szent Péter-bazilikában pápává koronázták.

## Paszkál a reformok pápája

### Ellenpápák és Orbán hagyatéka
Miután Raniero fejére tették a pápai tiarát felvette a II. Paszkál nevet, és ünnepélyes beszédében kiemelte tiszteletét Hildebrand bíboros reformpolitikája iránt, és ígéretet tett, hogy elődjei nagy áldozatokkal kiharcolt reformjait tovább fogja erősíteni illetve építeni. Az egyházfő beszéde tehát egyértelmű iránymutatás volt Európának, és főként a IV. Henrik vezette Német-római Birodalomnak. A német-római udvarban nem fogadták kitörő lelkesedéssel az újabb reformpárti pápát, de immár sem a császár sem III. Kelemen ellenpápa nem tudott elegendő támogatást gyűjteni a megújuló egyház vezetője ellen. Kelemen egyébként pár hónappal Paszkál trónra lépése után meghalt. A klérus reformellenes német ága Kelemen után még három ellenpápát választott meg Paszkál ellenében. 1100-ban Theoderichet, 1102-ben Albertet és végül 1105-ben a IV. Szilveszter néven fellépő Maginulfot. A császári udvar által is támogatott ellenpápák hatalma azonban valójában Kelemen halálával véget ért. Az első kettő uralkodását maga Paszkál levele szakította meg, és a szentatya kérésére egy monostorba vonultak vissza bűnbánatra. Míg Szilveszternek nem volt jelentős tábora. 

IV. Henrik, a hajdan oroszlánként küzdő uralkodó sem akart újabb csatába bonyolódni a Lateránnal. Orbán uralma óta ráadásul a trónörökös, V. Henrik is szembeszállt apjával az invesztitúra kérdésében. Az elszigetelt császár azonban makacs volt, és nem akart lemondani az egyházi beiktatás jogáról. Ezért aztán Paszkál kiközösítette. Henrik 1106. augusztus 7-én Liège városában halt meg.

### Hatalmi harcok az invesztitúra jegyében
IV. Henrik halála után a reformpárti klérus úgy gondolta, hogy a Gergely által elindított folyamatoknak végre sikerül pontot tenni a végére. Hiszen I. Henrik, Anglia királya, I. Fülöp, francia uralkodó és Kálmán, magyar király is megegyezett Paszkállal az invesztitúra kérdésében. És mivel V. Henrik az egyház bajnokaként garantálta a pápa jogait a német területeken, a klérus a reformok lezárását várta. De Henrik korábbi ígéreteit megszegve, egyre bátrabban osztotta szét az egyházi méltóságokat hívei között.

Henrik trónöröklése utáni viselkedése egyre feszültebbé tette a kapcsolatot a Szentszék és az udvar között. 1106 januárjában végül Henrik meghívta Paszkált Mainzba, az éves birodalmi gyűlésre, ahol többek között rendezni próbálták az invesztitúra kérdését. A gyűlés mindössze ígéreteket és megoldatlan kérdéseket eredményezett, ezért októberben Paszkál összehívott egy zsinatot Guastalla városába, majd 1107 elején Troyes-ba. Ezeken a zsinatokon Paszkál egyértelműen Henrik tudtára adta, hogy a laikus invesztitúra kérdésében a reformokhoz ragaszkodik. Tehát Henriknek le kell mondania erről a jogról. A császár úgy döntött, hogy számára idegen földön fogja lezárni ezt a vitát Paszkállal. Tekintélyes méretű sereggel kelt át az Alpokon, és követeket küldött előre Rómába, hogy ismertessék Paszkállal a feltételeket, és egyúttal a szertartásos császári koronázást is előkészítsék. A tárgyalások eredményeképpen született meg 1111 februárjában a Sutri konkordátum.
A megegyezés súlyos kötelezettséget vont mindkét félre. A megállapodásban Henrik lemondott az invesztitúra jogáról, és ígéretet tett az általa kinevezett főpapok visszahívására. Cserébe Paszkál lemondott azon közép-itáliai egyházi birtokokról, amelyeket még Nagy Károly idejében kapott a Pápai Állam. 1111. február 12-én a koronázás kitűzött napján hirdették ki nyilvánosan a konkordátum tartalmát. A megegyezés ellen azonnal lázadás tört ki, amelyet a hatalmuktól megfosztott német püspökök éppúgy támogattak, mint a császár uralma alá kerülő itáliaiak. A zavargások közepette Henrik a pápával és a kúriával együtt a Lateránba zárkózott, és dühében börtönbe záratta Paszkált. 

Róma a császárpártiak és a pápa hívei közötti csata helyszínévé vált. Hatvanegy napon keresztül dúltak harcok a város utcáin, de amikor a normann hercegek is kudarcot vallottak, Paszkálnak be kellett látnia, hogy reménytelenné vált helyzete. Henrik fölényét kihasználva rávette a pápát, hogy elismerje invesztitúra-jogát, és a Szent Birodalom császárává koronázza. A koronázás után Henrik a pápa esküjét vette, hogy az semmiféle bosszút nem fog állni a történtekért, majd seregével visszavonult az Alpok mögé. A német seregek kivonulása után a közhangulat Paszkál ellen fordult, és a reformpárti klérus is elítélte az egyházfő engedékenységét. Ezért 1111 végén Bécsben, egy zsinaton kiátkozta Henriket, majd 1112-ben a Lateránba összehívott zsinaton semmisnek nyilvánította az erőszakkal kieszközölt szerződéseket.

### Keresztes háborúk
Az első keresztes háború Orbán pápa megnyerő prédikációja után indult útnak, és igen nagy sikereket ért el. 1099. július 15-én maga Jeruzsálem is a keresztesek kezére került. A szent város elestéről már Orbán nem értesülhetett, noha még életben volt akkor. Paszkál mindenben támogatta a keresztes hadjáratokat. Több körútján is buzdította a hívőket a részvételre. Pontifikátusa alatt alakult meg a Jeruzsálemi Királyság, és hatására indult el az utolsó jelentős hadjárat az első keresztes háború során. Az 1101-ben megindult harcokat a krónikák gyakran illetik a gyávák hadjárata névvel, ugyanis javarészt olyanokból verbuválódott a sereg, akik a korábbi harcok elől haza menekültek vagy sosem utaztak Keletre.

A keresztesek ugyan teljesítették esküjüket, hiszen felszabadították Jeruzsálemet és a Szent Sírt is. A harcok elültével sokan haza indultak. Paszkál rábeszélésére egy újabb sereg indult el Keletre, amelynek legfontosabb célja az volt, hogy az új királyságot megerősítsék. A hazatérteket a közvélemény gyávának nevezte, és sokakat családjuk kényszerített hadba, hogy ne maradjon szégyenfolt a család becsületén. Ráadásul a klérus is egyházi átokkal fenyegette azokat, akik esküjüket megszegve hazatértek a Közel-Keletről. A hadjárat jelentős része ugyan már Kis-Ázsiában elpusztult a szeldzsuk törökök támadása alatt, mégis akik elérték Jeruzsálemet, jelentős szerepet játszottak a királyság megerősödésében.

### Élete alkonyán
A császári trónnal végleg megromlott Paszkál kapcsolata, amelyet tetőzött Matilda toszkánai őrgrófnő  halála 1115-ben. A pápapárti Matilda utód nélkül halt meg, és egész birtokát az egyházra hagyta. Henrik azonban magának követelte a területet, hiszen Matilda az ő hűbérese volt. A császár elüldözte Paszkált Rómából, és amikor 1118-ban visszatérhetett, pár nap múlva január 21-én meghalt. A császársággal vívott harcok ugyan pontifikátusa alatt még nem értek révbe, érezhető volt, hogy az egyház lassan győzedelmeskedni fog az invesztitúra kérdésében.

## Művei
- Documenta Catholica Omnia (latin nyelven). (Hozzáférés: 2011. december 6.)